# Basil Weber
Basil Weber (11 dicembre 1989) è un giocatore di football americano svizzero con cittadinanza tedesca, che gioca come offensive tackle per i Tirol Raiders.